# Rexkatt

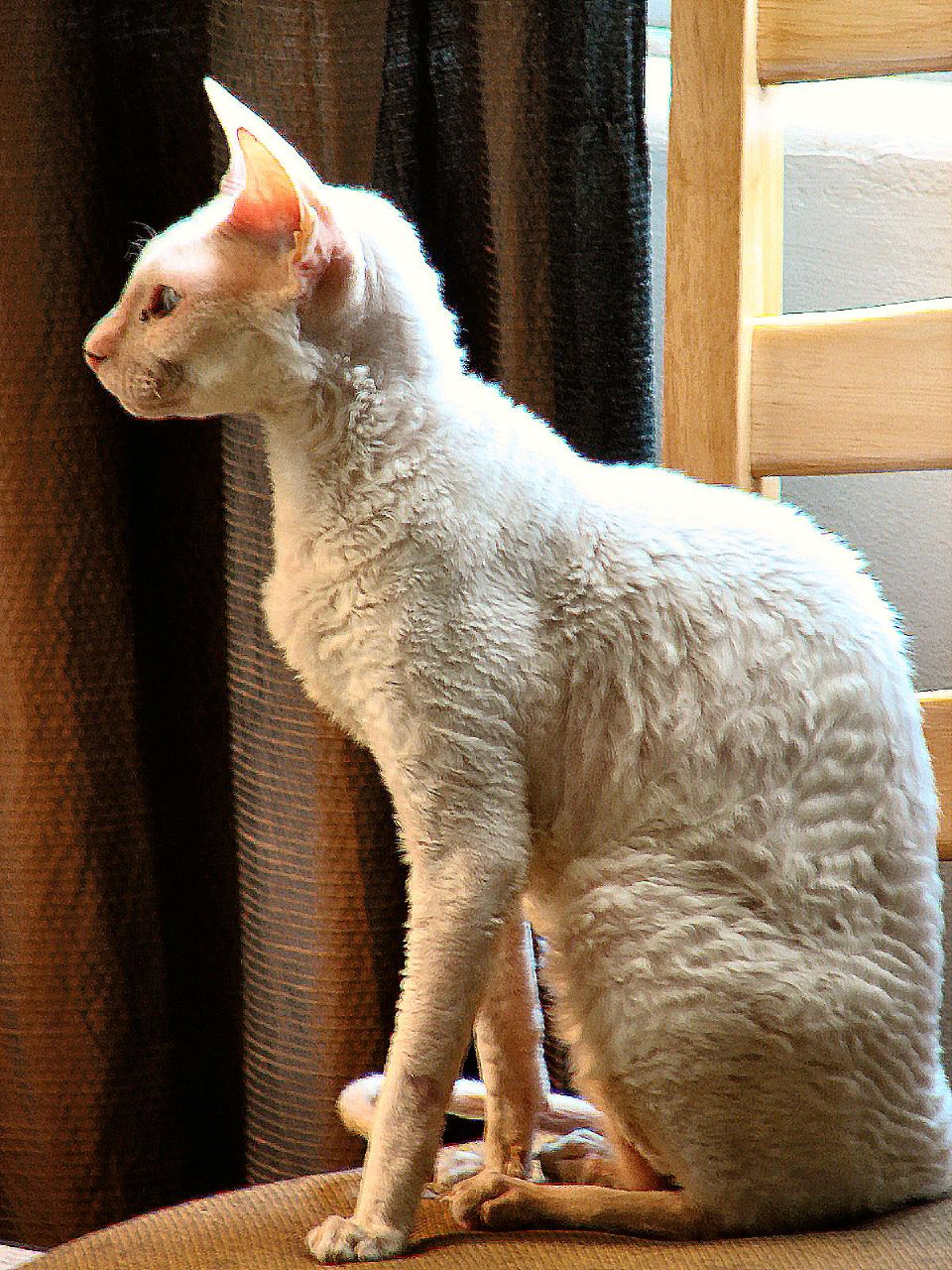
Cornish rex.

En rexkatt är en katt med lockig, så kallad "rexad", päls. Det finns ett antal kattraser med rexad päls. Den lockiga pälsen på dessa katter kommer sig av ett antal mutationer. Det är inte samma gen som orsakar den lockiga pälsen på alla rexraser, utan mutationen har uppstått separat på olika ställen i världen. De vanligaste rexraserna i Sverige är cornish rex och devon rex.

## Rexraser
- devon rex
- cornish rex
- german rex
- La Perm
- selkirk rex